# Контригра
«Контригра» — российский историко-приключенческий телесериал 2011 года о вымышленных детективных событиях вокруг Нюрнбергского процесса. Другое название — «Контригра. Нюрнберг».

## Сюжет
В последние дни существования Третьего рейха немецкие учёные вплотную подошли к созданию ядерного оружия. По версии авторов фильма, немцы создали свою атомную бомбу. Мощное взрывное устройство «вино возмездия» было заложено под Нюрнбергом, с тем чтобы привести его в действие спустя год-полтора и вызвать ужас и панику среди оккупационных властей. При попытке сообщить в Москву о заложенной бомбе советский разведчик был убит, и теперь знают об опасности, угрожающей всем участникам начавшегося Нюрнбергского процесса над главными военными преступниками, офицер СС барон Олоф фон Либенфельс, ныне работающий на американскую спецслужбу, и изобретатель взрывателя Отто Хоффман. По распоряжению Берии в Нюрнберг секретно направляется майор Ребров.

## В ролях
- Михаил Пореченков — майор ГРУ Денис Ребров
- Юлия Снигирь — княжна Ирина Куракина
- Даниил Спиваковский — Отто Хоффман
- Валерий Баринов — генерал-майор ГРУ Иван Андреевич Филин
- Артём Михалков — Алекс Крафт, офицер УСС США под прикрытием американского журналиста из «Вашингтон пост», он же Викентий, советский разведчик-нелегал офицер ГРУ
- Петар Зекавица — Гюнтер
- Полина Сидихина — Гизела
- Сергей Гармаш — полковник СМЕРШ Косачёв
- Галина Польских — Елена Васильевна Трубецкая
- Вениамин Смехов — барон фон Либенфельс, дядя Олофа
- Сергей Астахов — Олоф фон Либенфельс, штурмбанфюрер СС
- Олеся Судзиловская — немка на улице
- Сергей Юшкевич — Николай Зеленин / Клаус Зелингер
- Александр Тютин — генерал-полковник прокурор УССР Роман Андреевич Руденко, главный обвинитель на процессе от СССР
- Леван Мсхиладзе — Сталин
- Вячеслав Гришечкин — Лаврентий Берия
- Игорь Скурихин — Виктор Абакумов
- Мария Порошина — Ольга Чехова
- Ольга Сумская — Лени Рифеншталь
- Сергей Газаров — рейхсляйтер Роберт Лей
- Андрей Межулис — Гитлер
- Александр Мякушко — Гиммлер
- Виктор Сарайкин — Геринг
- Сергей Варчук — Паулюс
- Мартиньш Вилсонс — Смит
- Рашид Тугушев — Кейтель
- Александр Зуев — Шпеер
- Алексей Огурцов — Ганс Франк
- Дмитрий Архангельский — Зейсс-Инкварт
- Сергей Агафонов — Кальтенбруннер
- Антон Никушин — Фриц Заукель
- Геннадий Поварухин — Альфред Розенберг
- Александр Базоев — Роберт Джексон, главный обвинитель на процессе от США
- Валерий Митин — Анри Донедьё де Вабр, судья Международного Трибунала от Франции
- Яна Сексте — Эльжбета
- Михаил Станкевич — Бархоткин, следователь
- Андрей Балякин
- Виталий Московой
- Сергей Стёпин — конвоир в тюрьме на Лубянке

## Съёмки
Натурные съёмки велись на границе Польши и Германии в городе Валим, который так и лежит в руинах с 1945 года. В этом городе остались декорации фильмов «Список Шиндлера» и «Пианист», а также почти в неизменном виде сохранилась послевоенная атмосфера. Сцены с персонажем Вениамина Смехова снимались в замке Чоха.
Декорация, в мельчайших деталях воспроизводящая зал № 600 суда присяжных в Нюрнберге, где осуществлялись слушания по процессу, была построена в огромном цехе Московского сахарного завода.
Авторы фильма огромное внимание уделили созданию реквизита, соответствующего своему времени, от автомобилей и самолётов, до спичек и наушников, через которые участники процесса слушают перевод. Несмотря на это в фильме встречается масса неточностей. В частности, Анатолий Лысенко критикует совершенно ужасный подбор актёров, в том числе и на роли реальных исторических персонажей (где Гитлер, Лени Рифеншталь, и другие, совершенно непохожи на себя), что генерал Абакумов неправильно носит ордена, и многое другое.